# ال‌ام۵ (آلبوم)
ال‌ام۵ (انگلیسی: LM5) پنجمین آلبوم استودیویی از گروه موسیقی دخترانه بریتانیایی لیتل میکس است که در ۱۶ نوامبر ۲۰۱۸ منتشر شد. عنوان، جلد و تاریخ انتشار آلبوم در ۱۵ اکتبر ۲۰۱۸ از طریق رسانه‌های اجتماعی این گروه مشخص شد. این آلبوم در نسخه‌های استاندارد، لوکس و فوق لوکس در دسترس است - نسخه لوکس شامل چهار قطعه اضافی است، در حالی که نسخه فوق لوکس شامل قطعه‌های جایزه همراه با یک جلد دفترچه است که شامل یادداشت‌های دست‌نویس از گروه است. گروه اظهار داشت که نام آلبوم برگرفته از لقب‌هایی است که طرفداران در چند سال اخیر برایشان نام‌گذاری کرده‌اند.